# Catalán (1719)
El Catalán fue un navío de línea de dos cubiertas y 60 cañones nominales, perteneciente a la clase Cambi, botado para la Armada española en 1719. Como todos los navíos de nombre no religioso, se puso bajo la advocación de un santo, en este caso Nuestra Señora de Montserrat. De acuerdo con los estándares británicos, el buque quedaba categorizado como navío de línea de tercera clase. Aunque artillado con 60 cañones, aparece en algunas fuentes como de 64 o 66 cañones, incluso al momento de su botadura se menciona que tenía solo 50 cañones. A pesar de su no muy extensa vida operativa (algo más de una década), participó en variados servicios de escolta y de transporte, librando combates contra buques británicos,  holandeses y corsarios argelinos.

## Construcción
Cuando finalizó la construcción en 1717 del navío de 80 cañones San Felipe el Real, también llamado San Felipe o El Real, se firmó un contrato con el asentista italiano Bernardo Cambi para la construcción de otros dos navíos en el mismo astillero de San Feliú de Guixols, aunque de menor porte que el señalado, siendo el primero de ellos el Cambi, botado en 1718.
Bajo la supervisión de Cambi y teniendo como director de obra al francés Francisco Reidfard, que actuaba en representación del anterior, la quilla se colocó en septiembre de 1718 y fue botado el 2 de junio del año siguiente, iniciando en diciembre de 1719 su primera travesía para la Armada española, tras ser entregado a la Armada española 19 de junio anterior. La premura de su entrega, de apenas dos semanas tras su botadura, hizo que el buque no estuviera totalmente completado, faltando tallas de madera y otros detalles La entrega a la Armada se precipitó debido al estallido de la guerra de la Cuádruple Alianza, por el temor de verse atacados por los Pirineos, haciéndose cargo el coronel y mayor de la Armada, D. Francisco de Sordes. La decisión resultó acertada, tras terminar de completar el buque en Barcelona, ya que San Feliu de Guixols fue atacada en agosto de 1719.
El sistema de construcción seguido fue el de Antonio de Gaztañeta e Iturribalzaga, con las mejoras introducidas por Cipriano Autrán. La construcción del buque, sin embargo, no resultó bien rematada, lo que supuso el fin de la actividad de la construcción naval en aquella zona en cuando a navíos para la Armada se refiere.
Sus dimensiones eran de 76 codos de eslora total, (63 codos y 8 pulgadas en quilla), 21 codos y 3 pulgadas de manga y 10 codos y 13,5 pulgadas de puntal.

## Historial
Tras completarse el buque en Barcelona, zarpó con destino a Cádiz, arribando el 19 de diciembre de 1719, bajo el mando del coronel de infantería Francisco Sordes, también mayor general de la Armada y regresando para llevar pertrechos a Barcelona. De allí partieron rumbo a Mallorca, llevando consigo al segundo batallón del Regimiento de Infantería Soria n.º 9, regresando a Cádiz.
El 25 de febrero de 1720, partió de Cádiz junto con el Cambi y la fragata Fidela con destino a La Habana, al mando del capitán de navío Rodrigo de Torres y Morales. En esta expedición se hallaban bajo el mando del jefe de escuadra Baltasar Francisco de Guevara, mientras que la Fidela quebaba bajo el mando directo de Antonio Escudero.
El 29 de abril de 1720, el barco libró combate durante cuatro horas contra el HMS Mary (60 cañones) de la Royal Navy, al mando de Edward Vernon y la fragata HMS Ludlow Castle (40-44 cañones), al mando del capitán Edward Whitworth, que trataban de evitar el ataque español a las Bahamas. En la batalla, los británicos se vieron obligados a retirarse de La Habana, debiendo regresar a Port Royal para junio. El objetivo principal del Catalán era expulsar a los franceses de Pensacola (que la habían ocupado el 14 de mayo de 1719) y otros territorios ocupados. El Catalán, por su parte, pudo tocar puerto al fin en Veracruz (9 de julio) y ponerse a las órdenes del virrey de Nueva España, realizando patrullas por el golfo de México, siendo su primera salida el 6 de septiembre de 1720.
En enero de 1721, se encontró con el Mary por segunda vez. El barco regresó a Cádiz el 23 de febrero de 1721, de donde partió el 31 de mayo de 1722 con la flota de Serrano, compuesta por cuatro navíos de línea, cinco fragatas y cinco galeones, con destino a Cartagena de Indias.
El barco llegó a Cádiz con un convoy el 11 de abril de 1722. El 10 de marzo de 1724, persiguió a seis barcos de contrabando holandeses, enfrentándose a cuatro de ellos. Un barco holandés, el Adriana Catalina, fue capturado y se incorporó a la flota con el nombre de Santa Catalina. El barco zarpó de Portobello con destino a Cartagena el 7 de abril de 1725. Regresó a Cádiz el 1 de diciembre de 1728. Fue excluido de las listas de la Armada el 31 de enero de 1731 y finalmente desguazado en el Arsenal de la Carraca.